# Os Amantes Borboleta
Os Amantes Borboleta, A lenda de Liang Zhu ou simplesmente Liang-Zhu, é uma lenda chinesa de uma trágica história de amor de dois jovens apaixonados, Liang Shanbo e Zhu Yingtai, cujos nomes formam o título da história, que mescla temas reais e ficcionais. Comparada à Romeu e Julieta por críticos chineses da atualidade, é uma lenda sobre amantes condenados pela maléfica estrutura social a qual estavam imersos e que demonstra o anseio feminino pelo direito à educação, assim como ao livre amar e ao casamento livre da interferência parental.
A história foi selecionada como um dos Quatro Grandes Contos Folclóricos da China pelo "Movimento Folclórico" da década de 1920 - os outros sendo a "Lenda da Serpente Branca", "Senhora Meng Jiang" e "O Vaqueiro e a Tecelã".
Acredita-se que a lenda tenha surgido durante a Dinastia Jin oriental, apesar de seus primeiros registros textuais remontarem a Dinastia Tang e sendo popularmente difundida durante a Dinastia Song.
Em 2004, seis cidades chinesas, em colaboração, entraram com um pedido formal para a promulgação da lenda como Patrimônio Cultural Imaterial da Humanidade na UNESCO, sendo apresentada, em 2006, através do Ministério da Cultura chinês.

## Temática
Entre as dinastias Ming (1368 – 1644) e Qing (1644 – 1912), a lenda atraía por seus temas de amor e amizade. As temáticas religiosas, apreciadas pela sociedade, apareciam graças à referêcia ao renascimento e a ideia de vida após a morte. Em meados do século XX, as versões da lenda reforçavam o desejo pelo amor livre e a livre escolha no casamento, o direito a educação feminina e igualdade de gênero. O teor anti-feudalista da lenda também foi elogiado por Mao Tsé-Tung.

## Adaptações
Em estudo de 2007, foram encontradas ao menos 878 adaptações diferentes da lenda: sendo 149 relatos folclóricos, 79 cantigas populares, 352 peças tradicionais, 201 baladas tradicionais, 16 romances, 10 filmes e 10 dramas para televisão.

### Filmes
- 1963 - The Love Eterne - filme honconguês de grande sucesso, produzido pelo Shaw Brothers Studio, foi dirigido por Li Hanxiang (Li Han-hsiang). O casal de protagonistas foi encenado pelas atrizes Ivy Ling Po, como Liang Shanbo, e Betty Loh Ti, como Zhu Yingtai.[4]

### Peças de teatro e óperas
- 1945 - The Tragic Story of Liang Shanbo and Zhu Yingtai -  roteirizada e dirigida por Yuan Xuefen (também atuando como Zhu Yingtai) e Fan Ruijuan como Liang Shanbo, a lenda é encenada no estilo de Ópera Yue, encenada apenas por mulheres.[10]